# San Miguel, Villa Guerrero
San Miguel är en ort i Mexiko.   Den ligger i kommunen Villa Guerrero och delstaten Mexiko, i den sydöstra delen av landet, 70 km sydväst om huvudstaden Mexico City. San Miguel ligger 2 372 meter över havet och antalet invånare är 1 571.
Terrängen runt San Miguel är huvudsakligen kuperad, men åt nordväst är den bergig. Runt San Miguel är det ganska tätbefolkat, med 207 invånare per kvadratkilometer. Närmaste större samhälle är Villa Guerrero, 4,4 km sydost om San Miguel. Omgivningarna runt San Miguel är en mosaik av jordbruksmark och naturlig växtlighet.